# Efecto Kerr
El efecto Kerr, también llamado efecto electro-óptico cuadrático (QEO), es una birrefringencia creada en un material por un campo eléctrico exterior. Fue descubierto en 1875 por el físico escocés John Kerr, y se caracteriza por la existencia de dos índices de refracción diferentes: un haz luminoso se divide en dos haces cuando penetra en este material. Los fenómenos físicos responsables de este efecto en la materia pueden ser, dependiendo del material, la electroestricción, efecto fotorrefractivo y la orientación molecular, entre otros.
La birrefringencia creada, a diferencia de la del efecto Pockels, varía según el cuadrado del campo eléctrico aplicado. Los materiales presentan en general un efecto Kerr muy débil, sin embargo, algunos líquidos presentan un efecto Kerr medible.

## Descripción
Un campo eléctrico aplicado a un material genera una birrefringencia en este material: la luz tiene un índice de refracción diferente según su polarización sea ortogonal o paralela al campo. La diferencia entre estos dos índices vale:

{\displaystyle \Delta n=\lambda KE^{2}\ }

donde:
- λ es la longitud de onda de la luz,
- K es la constante de Kerr y
- E es la amplitud del campo eléctrico.

### Teoría cuantitativa
La teoría cuantitativa de los gases fue construida por Langevin en 1910.
El parámetro de la sustancia que caracteriza el efecto Kerr en una sustancia dada es la susceptibilidad de tercer orden, ya que el efecto es proporcional a la fuerza del campo eléctrico a la tercera potencia (en la ecuación anterior, el campo eléctrico adicional es el campo eléctrico de la onda de luz).

## Efecto electroóptico de Kerr
El efecto electroóptico de Kerr, o efecto DC Kerr, es el caso especial en el que se aplica un campo eléctrico externo que varía lentamente, por ejemplo, mediante un voltaje en los electrodos a través del material de muestra. Bajo esta influencia, la muestra se vuelve birrefringente, con diferentes índices de refracción para la luz polarizada paralela o perpendicular al campo aplicado. La diferencia en el índice de refracción, Δn, está dada por:

{\displaystyle \Delta n=\lambda KE^{2},\ }
donde λ es la longitud de onda de la luz, K es la constante de Kerr y E es la fuerza del campo eléctrico. Esta diferencia en el índice de refracción hace que el material actúe como una placa de ondas cuando la luz incide sobre él en una dirección perpendicular al campo eléctrico. Si el material se coloca entre dos polarizadores lineales "cruzados" (perpendiculares), no se transmitirá luz cuando se apague el campo eléctrico, mientras que casi toda la luz se transmitirá para un valor óptimo del campo eléctrico. Los valores más altos de la constante de Kerr permiten lograr una transmisión completa con un campo eléctrico aplicado más pequeño.
Algunos líquidos polares, como el nitrotolueno (C7 H7 NO2 ) y el nitrobenceno (C6 H5 NO2 ) exhiben constantes de Kerr muy grandes. Una celda de vidrio llena de uno de estos líquidos se llama celda de Kerr. Estos se utilizan con frecuencia para modular la luz, ya que el efecto Kerr responde muy rápidamente a los cambios en el campo eléctrico. La luz se puede modular con estos dispositivos a frecuencias de hasta 10  GHz. Debido a que el efecto Kerr es relativamente débil, una celda Kerr típica puede requerir voltajes tan altos como 30  kV para lograr una transparencia total. Esto contrasta con las celdas de Pockels, que pueden operar a voltajes mucho más bajos. Otra desventaja de las células de Kerr es que el mejor material disponible, el nitrobenceno, es venenoso. También se han utilizado algunos cristales transparentes para la modulación de Kerr, aunque tienen constantes de Kerr más pequeñas.
En medios que carecen de simetría de inversión, el efecto Kerr generalmente está enmascarado por el efecto Pockels mucho más fuerte. Sin embargo, el efecto Kerr todavía está presente y, en muchos casos, se puede detectar independientemente de las contribuciones del efecto Pockels.

## Efecto Kerr óptico
El efecto óptico Kerr, o efecto AC Kerr, es el caso en el que el campo eléctrico se debe a la propia luz. Esto provoca una variación en el índice de refracción que es proporcional a la irradiancia local de la luz. Esta variación del índice de refracción es responsable de los efectos ópticos no lineales del autoenfoque, la modulación de la auto-fase y la inestabilidad modulacional, y es la base del modelo de lentes de Kerr. Este efecto solo se vuelve significativo con rayos muy intensos como los de los láseres. También se ha observado que el efecto Kerr óptico altera dinámicamente las propiedades de acoplamiento de modo en fibra multimodo, una técnica que tiene aplicaciones potenciales para mecanismos de conmutación totalmente ópticos, sistemas nanofotónicos y dispositivos fotosensores de baja dimensión.

## Ley de Kerr
Ley de Kerr: la diferencia en los índices de refracción de los rayos ordinarios y extraordinarios es proporcional al cuadrado del campo eléctrico superpuesto:
{\displaystyle n_{e}-n_{o}=b\lambda _{0}E^{2},}
donde {\displaystyle \lambda _{0}} es la longitud de onda de la luz en el vacío;
{\displaystyle b} — es la constante de Kerr, que depende de la naturaleza de la materia y de la longitud de onda
La constante de Kerr depende de la naturaleza de la materia, la longitud de onda y la temperatura.
La constante de Kerr también se conoce a veces como la {\displaystyle K=b\lambda _{0}/n,} {\displaystyle n}  es el índice de refracción sin la imposición de un campo eléctrico..
Para la mayoría de las sustancias, el coeficiente b>0 lo que significa que son similares a los cristales uniaxiales ópticamente positivos.

## Efecto Kerr magneto-óptico
El efecto Kerr magneto-óptico (MOKE) es el fenómeno por el que la luz reflejada por un material magnetizado presenta un plano de polarización ligeramente girado. Es similar al efecto Faraday en el que el plano de polarización de la luz transmitida está girado.

## Teoría

### Efecto Kerr en corriente continua
Para un material no lineal, el campo de polarización eléctrica P dependerá del campo eléctrico E:
{\displaystyle \mathbf {P} =\varepsilon _{0}\chi ^{(1)}:\mathbf {E} +\varepsilon _{0}\chi ^{(2)}:\mathbf {EE} +\varepsilon _{0}\chi ^{(3)}:\mathbf {EEE} +\cdots }
donde ε0 es la permitividad del vacío y χ(n) es la componente de orden n de la permisividad susceptibilidad]] del medio.
El símbolo ":" representa el producto escalar entre matrices. Podemos escribir esa relación explícitamente; la i-ésima componente del vector P se puede expresar como:
{\displaystyle P_{i}=\varepsilon _{0}\sum _{j=1}^{3}\chi _{ij}^{(1)}E_{j}+\varepsilon _{0}\sum _{j=1}^{3}\sum _{k=1}^{3}\chi _{ijk}^{(2)}E_{j}E_{k}+\varepsilon _{0}\sum _{j=1}^{3}\sum _{k=1}^{3}\sum _{l=1}^{3}\chi _{ijkl}^{(3)}E_{j}E_{k}E_{l}+\cdots }
donde {\displaystyle i=1,2,3}. A menudo se supone que {\displaystyle P_{1}=P_{x}}, es decir, la componente paralela a x del campo de polarización; {\displaystyle E_{2}=E_{y}} y así sucesivamente.
Para un medio lineal, solo el primer término de esta ecuación es significativo y la polarización varía linealmente con el campo eléctrico.
Para los materiales que exhiben un efecto Kerr no despreciable, el tercer término χ(3) es significativo, y los términos de orden par generalmente desaparecen debido a la simetría de inversión del medio de Kerr. Considere el campo eléctrico neto E producido por una onda de luz de frecuencia ω junto con un campo eléctrico externo E0:
{\displaystyle \mathbf {E} =\mathbf {E} _{0}+\mathbf {E} _{\omega }\cos(\omega t),}
donde Eω es el vector de amplitud de la onda.
La combinación de estas dos ecuaciones produce una expresión compleja para P. Para el efecto DC Kerr, podemos ignorar todos excepto los términos lineales y aquellos en {\displaystyle \chi ^{(3)}|\mathbf {E} _{0}|^{2}\mathbf {E} _{\omega }} :
{\displaystyle \mathbf {P} \simeq \varepsilon _{0}\left(\chi ^{(1)}+3\chi ^{(3)}|\mathbf {E} _{0}|^{2}\right)\mathbf {E} _{\omega }\cos(\omega t),}
que es similar a la relación lineal entre la polarización y un campo eléctrico de una onda, con un término adicional de susceptibilidad no lineal proporcional al cuadrado de la amplitud del campo externo.
Para medios no simétricos (por ejemplo, líquidos), este cambio inducido de susceptibilidad produce un cambio en el índice de refracción en la dirección del campo eléctrico:
{\displaystyle \Delta n=\lambda _{0}K|\mathbf {E} _{0}|^{2},}
donde λ0 es el vacío longitud de onda y K es la constante de Kerr para el medio. El campo aplicado induce birrefringencia en el medio en la dirección del campo. Una celda de Kerr con un campo transversal puede actuar como una placa de ondas conmutable, rotando el plano de polarización de una onda que viaja a través de ella. En combinación con polarizadores, se puede utilizar como obturador o modulador.
Los valores de K dependen del medio y son aproximadamente 9,4×10−14 m·V−2 para agua, y 4,4×10−12 m·V−2 para nitrobenceno.
Para cristales, la susceptibilidad del medio será en general un tensor, y el efecto Kerr produce una modificación de este tensor.

### Efecto Kerr con corriente alterna
En el efecto óptico o AC Kerr, un haz de luz intenso en un medio puede por sí mismo proporcionar el campo eléctrico modulador, sin necesidad de aplicar un campo externo. En este caso, el campo eléctrico viene dado por:
{\displaystyle \mathbf {E} =\mathbf {E} _{\omega }\cos(\omega t),}
donde Eω es la amplitud de la onda como antes.
Combinando esto con la ecuación para la polarización, y tomando solo términos lineales y aquellos en χ(3)|Eω|3:: 81–82 
{\displaystyle \mathbf {P} \simeq \varepsilon _{0}\left(\chi ^{(1)}+{\frac {3}{4}}\chi ^{(3)}|\mathbf {E} _{\omega }|^{2}\right)\mathbf {E} _{\omega }\cos(\omega t).}
Como antes, esto parece una susceptibilidad lineal con un término no lineal adicional:
{\displaystyle \chi =\chi _{\mathrm {LIN} }+\chi _{\mathrm {NL} }=\chi ^{(1)}+{\frac {3\chi ^{(3)}}{4}}|\mathbf {E} _{\omega }|^{2},}
y desde:
{\displaystyle n=(1+\chi )^{1/2}=\left(1+\chi _{\mathrm {LIN} }+\chi _{\mathrm {NL} }\right)^{1/2}\simeq n_{0}\left(1+{\frac {1}{2{n_{0}}^{2}}}\chi _{\mathrm {NL} }\right)}
donde n0=(1+χLIN)1/2 es el índice de refracción lineal. Usando una expansión de Taylor ya que χNL << n02, esto da una intensidad refractiva dependiente índice (IDRI) de:
{\displaystyle n=n_{0}+{\frac {3\chi ^{(3)}}{8n_{0}}}|\mathbf {E} _{\omega }|^{2}=n_{0}+n_{2}I}
donde n2 es el índice de refracción no lineal de segundo orden e I es la intensidad de la onda. El cambio del índice de refracción es, por lo tanto, proporcional a la intensidad de la luz que viaja a través del medio.
Los valores de n2 son relativamente pequeños para la mayoría de los materiales, del orden de 10−20 m2 W −1 para vasos típicos. Por lo tanto, las intensidades del haz (irradiancias) del orden de 1 GW cm−2 (como las producidas por los láseres) son necesarias para producir variaciones significativas en el índice de refracción a través del efecto Kerr con corriente alterna.
El efecto Kerr óptico se manifiesta temporalmente como modulación de fase propia, un cambio de fase y frecuencia autoinducido de un pulso de luz a medida que viaja a través de un medio. Este proceso, junto con la dispersión, puede producir solitones ópticos.
Espacialmente, un haz intenso de luz en un medio producirá un cambio en el índice de refracción del medio que imita el patrón de intensidad transversal del haz. Por ejemplo, un haz gaussiano da como resultado un perfil de índice de refracción gaussiano, similar al de una lente de índice de gradiente. Esto hace que el haz se enfoque a sí mismo, un fenómeno conocido como autoenfoque.
A medida que el haz se autoenfoca, la intensidad máxima aumenta, lo que, a su vez, hace que se produzca más autoenfoque. Los efectos no lineales como la ionización multifotónica, que se vuelven importantes cuando la intensidad se vuelve muy alta, impiden que el haz se autoenfoque indefinidamente. A medida que la intensidad del punto autoenfocado aumenta más allá de cierto valor, el medio es ionizado por el alto campo óptico local. Esto reduce el índice de refracción, desenfocando el haz de luz que se propaga. Luego, la propagación continúa en una serie de pasos repetidos de enfoque y desenfoque.

## Enfoque alternativo
El efecto Kerr describe cómo el estado de polarización de la luz puede verse influenciado por campos eléctricos externos. Se parte de un medio ópticamente isotrópico (p. ej. líquidos), en el que se encuentran moléculas anisotrópicamente polarizables, es decir, alargadas. Al aplicar un campo eléctrico externo {\displaystyle E_{K}}, se induce un Momento dipolar químico, lo que lleva a la alineación de la mayoría de estas moléculas alargadas. Aunque no todas las moléculas están alineadas debido a la actividad térmica de los líquidos (por ejemplo, el agua), la cantidad de moléculas alineadas es suficiente para causar birrefringencia.
La luz polarizada paralela a {\displaystyle E_{K}} recibe un índice de refracción {\displaystyle n_{e}} diferente o extraordinario respecto  al índice de refracción ordinario {\displaystyle n_{o}}.
La diferencia entre los dos es:
{\displaystyle \Delta n=n_{e}-n_{o}=\lambda \cdot K\cdot E_{K}^{2}}
con
- la longitud de onda {\displaystyle \lambda }
- una constante K

## Aplicaciones
El efecto óptico Kerr está implicado en el fenómeno de autoenfoque, implicado en el funcionamiento de un láser de femtosegundo (un tipo de laser particular que produce impulsiones ultra-cortas cuya duración es del orden de algunos femtosegundos), así como en la automodulación de fase, permitiendo la producción de solitones ópticos (una impulsión electromagnética que se propaga sin deformación), utilizados en telecomunicaciones por fibra óptica.